# Friedrich Wilhelm Rösing

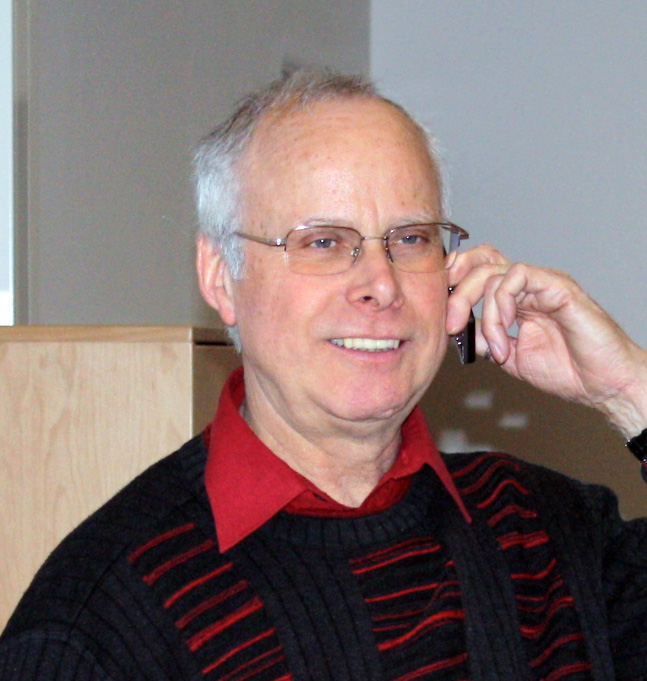
Friedrich Wilhelm Rösing, 2009

Friedrich Wilhelm Rösing (* 28. Februar 1944 in Breslau) ist ein deutscher Anthropologe und Biologe.

## Leben
Friedrich Wilhelm Rösing studierte Biologie, Archäologie, Publizistik und Soziologie in Mainz, Düsseldorf und Hamburg. 1975 promovierte er in Hamburg mit einer Arbeit über eine merowingerzeitliche Skelettpopulation. Ab 1977 arbeitete er als Dozent in Ulm und habilitierte sich 1987 mit einer Arbeit über ein frühhistorisches Gräberfeld in Ägypten. 1994 wurde er außerplanmäßiger Professor für Anthropologie an der Universität Ulm.
Friedrich W. Rösing ist der Sohn der Anthropologin Ilse Schwidetzky und Bruder der Kulturanthropologin Ina Rösing.

## Werk
Das Arbeitsgebiet Rösings umfasst die Bevölkerungsbiologie von Europa, Ägypten und dem südlichen Afrika. Er hat mehrere Untersuchungen an Skelettpopulationen und Feldforschungen an Lebenden (Afrika) durchgeführt. Daneben beschäftigte er sich mit der Fortentwicklung osteologischer, paläodemographischer und forensischer Methoden. Seit einigen Jahren liegt der Schwerpunkt seiner Tätigkeit in der forensischen Anthropologie, wo er Standards für die Identifikation von Individuen anhand von Skelettresten oder nach Bildern entwickelt hat. Er unterrichtet in allen Teilgebieten der Anthropologie und betreute bisher 46 Doktoranden und Diplomanden. Rösing ist seit 1990 Herausgeber der Zeitschrift Homo. Journal of comparative Human Biology. Weiterhin ist er als Gutachter tätig und seit 2005 betreibt Rösing auch eine private Gutachterpraxis.

## Mitarbeit und Ehrungen
- Mitglied des Beirats beim Journal of Paleopathology (Chieti)
- Antropologia contemporanea (Firenze)
- Collegium Antropologicum (Zagreb)
- Przegląd Antropologiczny – Anthropological Review (Poznań)
- International Journal of Legal Medicine.
- Ehrenmitglied der kroatischen Gesellschaft für Anthropologie

## Schriften (Auswahl)
- Die fränkische Bevölkerung von Mannheim-Vogelstang (6.-7.Jh.) und die merowingerzeitlichen Germanengruppen Europas. Nat. Diss. Hamburg 1975
- Ein Literaturüberblick über Definitionen diskreter Merkmale/anatomischer Varianten am Schädel des Menschen. Selbstverlag, Ulm 1985 (mit R. Reinhard)
- Qubbet el Hawa und Elephantine. Zur Bevölkerungsgeschichte von Ägypten. G Fischer, Stuttgart 1990
- (als Herausgeber mit K.W. Alt und M. Teschler-Nicola): Dental Anthropology. Fundamentals, Limits, and Prospects. Springer, Wien 1998